# Orectolobus halei
Orectolobus halei es una especie de elasmobranquio orectolobiforme de la familia Orectolobidae.